# Hermacha lanata
Espèce
Hermacha lanata est une espèce d'araignées mygalomorphes de la famille des Entypesidae.

## Distribution
Cette espèce se rencontre vers Clanwilliam au Cap-Occidental en Afrique du Sud,, et en Namibie.

## Description
Le mâle holotype mesure 13 mm.
Le mâle décrit par Ríos-Tamayo, Engelbrecht et Goloboff en 2021 mesure 12,09 mm et la femelle 16,80 mm.

## Publication originale
- Purcell, 1902 : « New South African trap-door spiders of the family Ctenizidae in the collection of the South African Museum. » Transactions of the South African Philosophical Society, vol. 11, p. 348-382 (texte intégral).